# Zodionini
Zodionini là một tông ruồi trong họ Conopidae.

## Hình ảnh

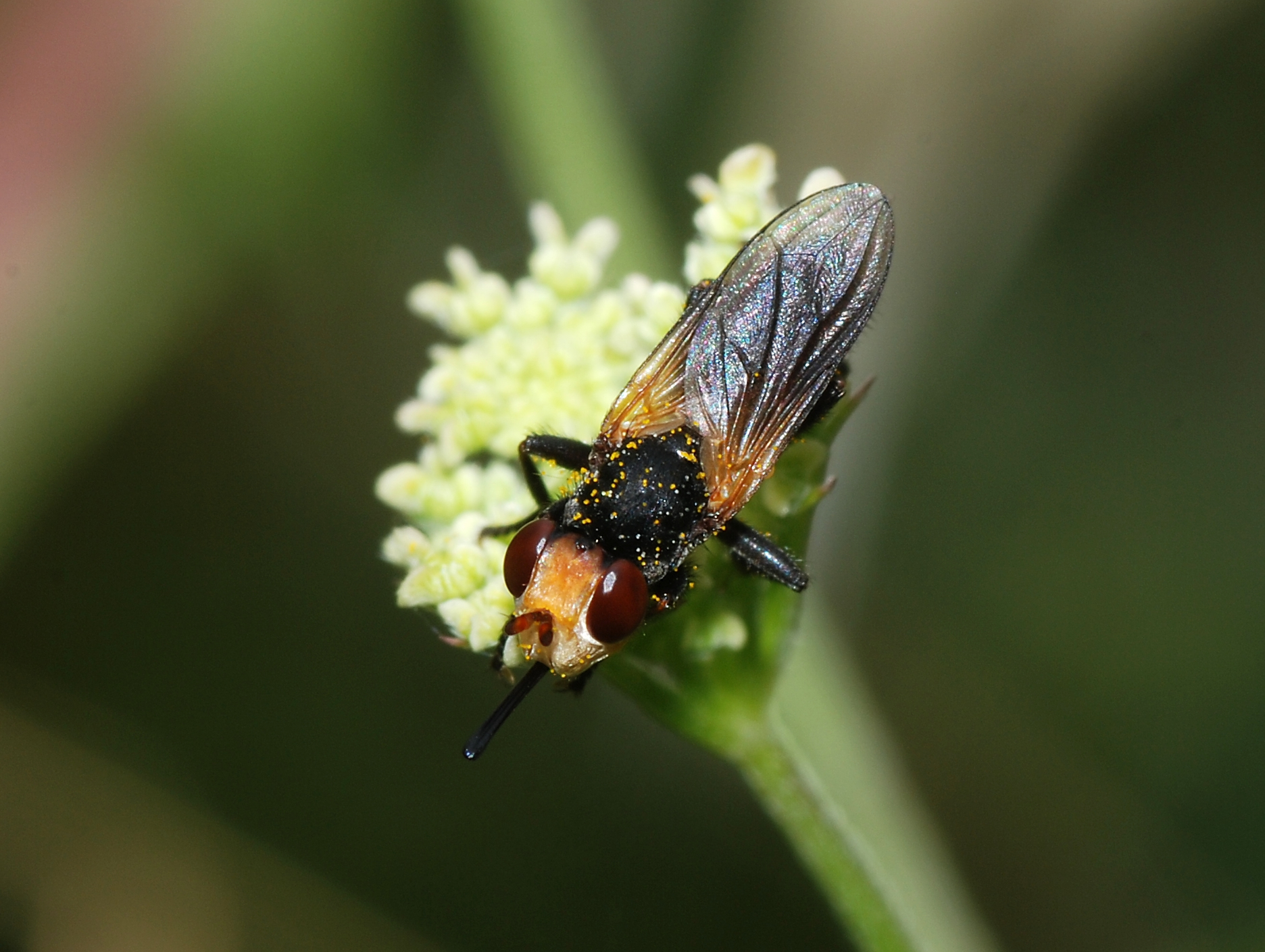

## Chi
- Zodion Latreille, 1796

Danh sách này không đầy đủ, bạn cũng có thể giúp mở rộng danh sách.